# Васил Шинанов
Васил Янев Шинанов е български революционер, деец на Вътрешната македоно-одринска революционна организация.

## Биография
Роден е в 1868 година в костурското село Връбник, тогава в Османската империя, днес в Албания. Завършва четвърто отделение. По занятие е каменар. Включва се във ВМОРО и е куриер на нейните чети. През Илинденско-Преображенското въстание е в четата на Лазар Поптрайков, след което е в нелегалност. След Първата световна война живее в Пловдив. От 1933 година е член на Илинденската организация.